# 卡洛斯·卡拉斯可
卡洛斯·路易斯·卡拉斯可（英語：Carlos Luis Carrasco，1987年3月21日—），綽號「餅乾」，為美國職棒大聯盟的投手，目前效力於亞特蘭大勇士。他先前曾效力於印地安人(今守護者)、大都會與洋基等隊。

## 職業生涯

### 費城費城人
2003年11月25日，卡拉斯可以國際自由球員身分與費城人隊簽約。2007年8月21日，他在小聯盟投出一場無安打比賽。而他也於2006年至2008年連續3年入選世界隊的未來之星明星賽陣容。
2007年，卡拉斯可成為費城人隊小聯盟的頭號新秀，他也在大聯盟新秀排行榜中拿下第41名。而他到了隔年依舊是費城人隊小聯盟最佳的小聯盟球員。

### 克里夫蘭印地安人
2009年7月29日，費城人用卡拉斯可、Jason Donald、Lou Marson和Jason Knapp向印地安人交易克里夫·李和Ben Francisco。卡拉斯可也在9月1日登上大聯盟，不過他在印地安人的前5場先發拿下0勝4敗，防禦率8.87。隔年球季他先發7場比賽，拿下2勝2敗，防禦率3.83。
2011年7月29日，卡拉斯可被梅基·卡布瑞拉敲出皇家該季的第一支滿貫砲。隨後他對下一棒打者Billy Butler投出頭部觸身球，他也遭到主審驅逐出場。這年他先發21場比賽，拿下8勝9敗，防禦率4.62。2011年9月，卡拉斯可因為動了湯米·約翰手術而缺席剩餘球季，連隔年球季都全部報銷。
2013年4月9日，卡拉斯可完成了他術後的初先發。不過他面對洋基隊只投了3.2局就狂失7分，後來他又對打者凱文·尤克里斯投出觸身球被驅逐出場。隔天卡拉斯可被下放3A，並且被處以禁賽8場比賽的處分。7月7日，卡拉斯可被球隊放進指定讓渡名單內，而他最後選擇被下放到小聯盟。這年他僅投出1勝4敗，防禦率6.75。
2014年，卡拉斯可出賽40場比賽(14場先發)，他拿下8勝7敗，防禦率為2.55。
2015年4月7日，他與印地安人簽下4年2200萬美元的延長合約。4月14日，他被強襲球擊中臉部，最後被擔架抬出場。7月1日，他面對光芒投出了8.2局的無安打比賽，結果被Joey Butler擊出安打破功。7月19日，卡拉斯可在跨聯盟比賽中敲出大聯盟首安。這年他先發30場比賽，拿下14勝12敗，防禦率3.63，並送出216次三振。
2016年，卡拉斯可因為受傷關係只先發25場比賽，並拿下11勝8敗，防禦率3.32。他在9月17日因為第五掌骨碎裂而缺席剩餘賽季，連季後賽都無法上場。
2017年7月7日，卡拉斯可投出「完美一局」(單局只投出9顆好球並送出3次三振)。他也成為印地安人隊史第二位達成此成就的投手。9月28日，他送出單場個人新高的14次三振。這年他拿下18勝6敗，防禦率3.29。2018年，他拿下17勝10敗，防禦率3.38，並送出231次三振。他也在球季結束後與球隊簽下延長合約，他的合約可保障到2022年，2023年球隊擁有他的合約執行選擇權。
2019年6月5日，卡拉斯可進入傷兵名單。隨後他被球隊檢測出患有血液相關的疾病，最後他在7月6日被證實罹患白血病。8月28日，卡拉斯可抗病成功並脫離傷兵名單。他也在9月1日成功登板投球，最後他拿下了美聯東山再起獎。
2020年，他先發12場比賽，拿下3勝4敗，防禦率2.91。

### 紐約大都會
2021年1月7日，印地安人將卡拉斯可和法蘭西斯科·林多爾交易至大都會，換來Amed Rosario、Andrés Giménez和兩名小聯盟球員。

## 個人生活
卡拉斯可在剛來到美國時，曾經在春訓期間連續吃了90天的達美樂披薩。而卡拉斯可也說因為他的英文不好，而去披薩店點餐是他唯一會的事情。由於不會英文，卡拉斯可在費城人時完全無法和隊友溝通，導致他常常被孤立。後來他被交易至印地安人時才下定決心要學好英文。而他也於2016年8月正式歸化成為美國公民。
卡拉斯可與妻子育有5個小孩，而他的其中一個女兒Camila曾於2010年捐髮給癌症兒童。
卡拉斯可本身也是一名慈善家，他常常捐款給中南美洲的國家。他也因此在2019年獲得羅伯托·克萊門特獎。

## 外部連結
- 球員資訊和成績在MLB ，ESPN ，Retrosheet ，Baseball Reference ，Baseball Reference (Minors) ，Fangraphs ，The Baseball Cube （英文）
- 卡洛斯·卡拉斯可在台灣棒球維基館上的頁面（繁體中文）
- 卡洛斯·卡拉斯可的Instagram帳戶